# Rhodosporidium diobovatum
Rhodosporidium diobovatum är en svampart som beskrevs av S.Y. Newell & I.L. Hunter 1970. Rhodosporidium diobovatum ingår i släktet Rhodosporidium, ordningen Sporidiobolales, klassen Microbotryomycetes, divisionen basidiesvampar och riket svampar.   Inga underarter finns listade i Catalogue of Life.